# Tantilla insulamontana
Espèce
Tantilla insulamontana  est une espèce de serpents de la famille des Colubridae.

## Répartition
Cette espèce est endémique du Sud de l'Équateur.

## Description
L'holotype de Tantilla insulamontana, un mâle probablement adulte, mesure 249 mm dont 67 mm pour la queue.

## Étymologie
Son nom d'espèce, du latin insula, « île », et montana, « montagne », lui a été donné en référence à sa distribution dans des bassins isolés entre les montagnes.

## Publication originale
- Wilson & Mena, 1980 : Systematics of the melanocephala group of the colubrid snake genus Tantilla. Memoirs of the San Diego Society of Natural History, vol. 11, p. 5-58 (texte intégral).